# Bors

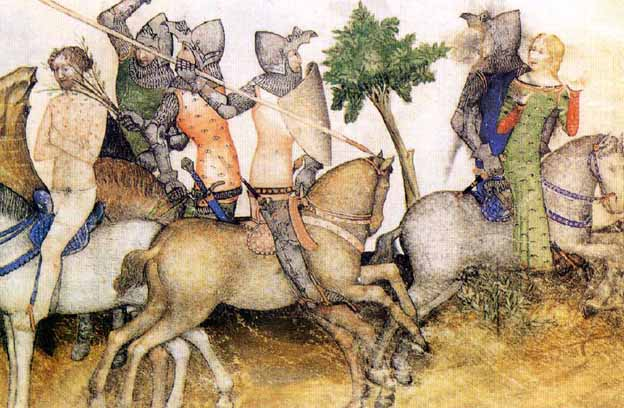
Bors tillsammans med Lionel, i illustrationen Bors' Dilemma.

Sir Bors var i keltisk mytologi en av kung Arturs riddare. Bors är en av de tre riddarna som ger sig ut i sökandet efter Graal tillsammans med sir Parsifal och Galahad och är den ende som kommer hem till Camelot och kan berätta om sina äventyr. Han dör senare i ett korståg i Palestina.